# Liste der Monuments historiques in Le Croisty
Die Liste der Monuments historiques in Le Croisty führt die Monuments historiques in der französischen Gemeinde Le Croisty auf.

## Liste der Bauwerke
| Bezeichnung                                                    | Beschreibung                  | Standort        | Kennzeichnung | Schutzstatus | Datum | Bild |
| -------------------------------------------------------------- | ----------------------------- | --------------- | ------------- | ------------ | ----- | ---- |
| Kirche St-Jean-Baptiste mit Fenster Leben Johannes des Täufers | Erbaut im 15./16. Jahrhundert | Le Bourg (Lage) | PA00091169    | Inscrit      | 1984  |      |